# Pohlia polymorpha
Pohlia polymorpha là một loài rêu trong họ Bryaceae. Loài này được De Not. Podp. mô tả khoa học đầu tiên năm 1954.
Danh pháp loài này chưa ổn định 